# Okręg wyborczy Portarlington
Okręg wyborczy Portarlington powstał w 1801 r. i wysyłał do brytyjskiej Izby Gmin jednego deputowanego. Okręg obejmował miasto Portarlington w irlandzkim hrabstwie Królowej. Został zlikwidowany w 1885 r.

## Deputowani do brytyjskiej Izby Gmin z okręgu Portarlington
- 1801–1801: Frederick Trench
- 1801–1802: William Elliot
- 1802–1802: Henry Parnell, wigowie
- 1802–1806: Thomas Tyrwhitt
- 1806–1806: John Langston
- 1806–1807: Oswald Mosley
- 1807–1812: William Lamb, wigowie
- 1812–1816: Arthur Shakespeare
- 1816–1819: Richard Sharp
- 1819–1824: David Ricardo, wigowie
- 1824–1830: James Farquhar, torysi
- 1830–1831: Charles Ogle, torysi
- 1831–1832: William Rae, torysi
- 1832–1835: Thomas Gladstone, Partia Konserwatywna
- 1835–1847: George Dawson-Damer, Partia Konserwatywna
- 1847–1857: Francis Plunket Dunne, wigowie, od 1852 r. Partia Konserwatywna
- 1857–1865: Lionel Dawson-Damer, Partia Konserwatywna
- 1865–1868: James Anthony Lawson, Partia Liberalna
- 1868–1880: Lionel Dawson-Damer, Partia Konserwatywna
- 1880–1883: Bernard FitzPatrick, Partia Konserwatywna
- 1883–1885: Robert French-Brewster, Partia Konserwatywna